# Fritz Rasp
Fritz Rasp (de nacimiento Heinrich Fritz Rasp; Bayreuth, 13 de mayo de 1891 - Gräfelfing, 30 de noviembre de 1976) fue un actor alemán que apareció en 104 películas entre 1916 y 1976, siendo reconocido principalmente por sus papeles de villano. Sus roles más representativos los realizó en Spione (1928), La mujer en la Luna (1929), Diario de una perdida (1929), Emil y los detectives (1931) y en Metrópolis (1927), de Fritz Lang; de hecho, muchas de las escenas de este último film en donde él aparecía fueron consideradas perdidas, hasta la recuperación de una cinta completa en Buenos Aires en 2008.

## Infancia y primeros años
Fritz Rasp nació en Bayreuth, el 13 de mayo de 1891, y fue el decimotercer hijo del topógrafo Daniel Rasp y su esposa Augusta Grahl. En 1908 comenzó a trabajar en la Escuela de teatro de Múnich, y al año siguiente fue su debut en los escenarios alemanes. En mayo de 1914 firmó un contrato para trabajar con Max Reinhardt en el Deutsches Theater de Berlín. En 1915 y 1916 realizó sus primeras películas, de la mano de directores como Paul Wegener y Ernst Lubitsch. Debido a la Primera Guerra Mundial, Rasp sirvió en el ejército de 1916 a 1918, tras lo cual regresó a trabajar con Reinhardt.

## Metrópolis y los años 20
Una de las primeras películas que Rasp filmó en los años 20 fue Sombras (Waming Shadows), dirigida por Fritz Lang, quien lo llamó para actuar luego en varias de sus producciones. Una de ellas fue Metrópolis, en 1926. Fritz Rasp interpreta a un inquietante secundario en Metrópolis: un espía, sirviente del dueño de la ciudad, Joh Fredersen (Alfred Abel), quien le ordena vigilar todo lo que su hijo Freder (Gustav Fröhlich) hace, para evitar una sublevación contra él. Básicamente, el aspecto del personaje de Rasp es lo que más llama la atención: un hombre alto, flaco y desabrido, pero cuya maldad se expresa claramente en su rostro. Fue quizás este papel el que determinó que más adelante sus personajes fuesen preferentemente villanos.
Si bien la película no fue un éxito en su estreno, la valoración posterior será muy importante. Cada personaje tiene una consideración especial, y en el caso del Hombre Delgado de Rasp, se destaca la apariencia del enemigo, en tanto forma de ser y aspecto físico. Luego de Metrópolis, Rasp continuó trabajando en el cine mudo. Ejemplos son El amor de Jeanne Ney (Die Liebe der Jeanne Ney, 1928), de George Wilhelm Pabst, en donde interpreta a un estafador, y Diario de una perdida (Diary of a Lost Girl, 1929), junto a  la estadounidense Louise Brooks, en donde interpreta a un ayudante de farmacia que se enamora de la protagonista. Durante el rodaje de El amor de Jeanne Ney, Rasp sufrió un accidente que le dejó inconsciente e inhabilitado para continuar con el trabajo; Pabst decidió retomar el trabajo una vez que el actor estuviese en condiciones, pues el accidente había ocurrido grabándose el final de la historia, y la participación del personaje de Rasp (Kalibiev, un estafador) en esta parte era más que fundamental.

## Cine del Reich y fin de la guerra
Para 1930, el cine mudo estaba desapareciendo y Rasp se incorporó rápidamente al sonoro. Prueba de ello son Dreyfus de 1930, y Emil y los detectives, de 1931. Las producciones cinematográficas durante esta etapa fueron numerosas; una de las más importantes Un brillante baile (Es war eine rauschende Ballnacht, 1939), donde compartió elenco con la bailarina húngara Marika Rökk y la actriz y cantante sueca Zarah Leander.
El ascenso del nazismo al poder a mediados de la década condicionó mucho al cine alemán, pero Fritz continuó con su carrera en lugar de optar por el exilio o la migración a alguna industria cinematográfica extranjera. Durante la Segunda Guerra Mundial, Rasp realizó tan solo tres filmes: Leidenschaft, de 1940, Alarm, de 1941, y Paracelsus, de 1943. Concluida la guerra, la industria cinematográfica volvió a la normalidad. Rasp regresó con En algún lugar de Berlín (Irgendwo in Berlin, 1946). En una entrevista de 1972, titulada “Fritz Rasp erzählt” (Fritz Rasp nos cuenta), el actor se refirió a esta etapa de su carrera:
“(…) Grabé con Pabst “La Comedia de la vida”. Durante el nazismo prohibieron la película, pero se la regalaron para su 50.º cumpleaños. ¡Una película prohibida! En su cumpleaños 50, nos juntaron con otros actores, nos pidieron que fuéramos a un club para dar nuestro autógrafo, y había un cartel con los actores protagonistas de “La Comedia de la vida”; yo pregunté el por qué, y me respondieron que se enviaría junto con otras 49 películas al Führer como regalo de cumpleaños. (…) También estaban las de Lang, como “La Mujer en la Luna” y “Espías” (…)”

## Años posteriores
La década dE 1950 se presentó muy próspera y productiva. Sus principales apariciones fueron en Una noche en la embajada (Skandal in der Botschaft, 1950) y Hokus Pokus (1953). En 1955 realizaría su único trabajo para Hollywood, en la película Fuego Mágico, de William Dieterle (Magic Fire, 1955); si bien su papel era por demás secundario (representaba a Herr Pfistermeister, ministro del rey Luis II de Baviera que iba en busca de Richard Wagner, interpretado por Alan Badel), fue su único trabajo hecho para el cine estadounidense.
Entre 1959 y 1961 trabajó en varias obras de Harald Reinl, basadas en las novelas de terror del escritor alemán Edgar Wallace. Se destacan La banda de la rana (Der Frosch mit der Maske, 1959), La Banda del Terror (Die Bande des Schreckens, 1960), El círculo rojo (Der rote Kreis, 1961) y La extraña Condesa (Die seltsame Gräffin, 1961). Los años 1960 y 1970 lo incluirían mayormente en series televisivas, y ya no tanto en cine. Dentro de los filmes en los que actuó, se encuentran Dr. med Hiob Prätorius (o Dr. Praetorius, 1965) y Lina Braake (1975). Su última aparición fue en televisión, en la serie Dorothea Merz, de 1976. Falleció a los 85 años en Gräfelfing, el 30 de noviembre de ese año.

## Vida personal
Rasp se casó con Charlotte Petermann (1904 - 1993), hija de un dramaturgo alemán, Félix Höllander. Tuvieron cuatro hijos, entre ellos, Andreas (1921-2013) profesor de instituto y poeta, Gerhard (1931-1994), y Renate (1935-2015), escritora destacada asociada con el Grupo 47. 
En 1963 recibió un premio de la Academia de Cine de Alemania, por su larga y destacada trayectoria en el cine alemán, y su aporte constante al mismo a lo largo de los años.
Los diferentes cortes y pérdidas en Metrópolis eliminaron casi por completo al personaje de Rasp, el Hombre Delgado (en alemán der Schemale, en inglés, the Thin Man), apareciendo sólo en escenas fundamentales para la trama. En 2008 se descubrió en un museo en Argentina una copia íntegra pero deteriorada de la cinta. Gracias a esta copia, se pudo reconstruir la versión más completa del clásico, con un 95% del metraje, recobrándose todas las escenas en las que Fritz Rasp aparece.

## Filmografía
- Dorothea Merz (1976) (TV) .... Der alte Merz
- Lina Braake (1975) .... Gustaf Haertlein
- Fritz Rasp nos cuenta (Fritz Rasp erzählt, 1972) .... Él mismo
- La alegría de la vida (Dr. Med. Hiob Praetorius, 1965) .... Shunderson
- Erotikon - Karussell der Leidenschaften (1963) .... Der Schloßverwalter
- Das schwarz-weiß-rote Himmelbett (1962) .... Pfarrer/Parson
- Gangsters en Londres (Das Rätsel der roten Orchidee, 1962) .... Tanner
- Misterio en el castillo Cornerflett (o La Extraña Condesa, Die seltsame Gräfin, 1961)
- Das schwarze Schaf (1960) .... Lord Kingsley
- La banda del terror (Die Bande des Schreckens, 1960) .... Lord Godley Long
- El círculo rojo (Der rote Kreis, 1960) .... Froyant
- La banda de la rana (Der Frosch mit der Maske, 1959) .... Ezra Maitland
- Der Cornet - Die Weise von Liebe und Tod (1955) .... Großwesir
- Magic Fire (1955) .... Pfistermeister (Ministro Herr Pfistermeister)
- Die Mühle im Schwarzwäldertal (1953)
- Hokuspokus (1953) .... Diener (mayordomo)
- Escándalo en la Embajada (Skandal in der Botschaft, 1950) .... Inspector Kick
- En algún lugar de Berlín (Irgendwo in Berlin, 1946) .... Waldemar Hunke, thief
- Paracelsus (1943) .... Der Magister
- Alarm (1941) .... Feinmechaniker Stülken
- Leidenschaft (1940) .... Boddin
- Frau im Strom (1939) .... Wendelin
- Noche embrujada (Es war eine rauschende Ballnacht, 1939) .... Porphyr Philippowitsch Kruglikow
- Nanu, Sie kennen Korff noch nicht? (1938) .... Kelley
- Einmal werd' ich Dir gefallen (1938) .... Theo - Haushofmeister
- Togger (1937) .... Dublanc
- Der Hund von Baskerville (1937) .... Barrymore
- Onkel Bräsig (1936) .... Slusohr, ein Gauner
- Die Leuchter des Kaisers (1936) .... Stanislaus
- Lockspitzel Asew (1935) .... Lockspitzel Asew
- Lockvogel (1934) .... de Groot, ihr Vormund
- Klein Dorrit (1934) .... Flintwinch
- Charleys Tante (1934) .... Lord Babberley
- Schuß am Nebelhorn (1934) .... Sebastian Geyer, Forstgehilfe
- Grenzfeuer (1934) .... Nothaas, Grenzhofbauer
- Altgermanische Bauernkultur (1934) .... Dr. Sandmann
- Der Judas von Tirol (1933) .... Raffl
- Der sündige Hof (1933) .... Veit, der Schäfer
- Der Hexer (1932) .... Maurice Meister
- Die grausame Freundin (1932) .... Professor Bock
- Die Vier vom Bob 13 (1932) .... Schmidt
- Emil y los detectives (Emil und die Detektive, 1931) .... Grundeis
- Die Pranke (1931) .... Dr. Ing. Rappis
- Der Zinker (1931) .... Frank Sutton
- Tropennächte (1931) .... Jones
- La comedia de la vida (o La Ópera de Tres centavos, Die 3 Groschen-Oper, 1931) .... Peachum
- Karamasoff, el asesino (Der Mörder Dimitri Karamasoff, 1931) .... Smerdjakoff
- Dreyfus (1930) .... Maj. DuPatay de Clam
- Die große Sehnsucht (1930) .... Él mismo, Fritz Rasp
- Frühlingserwachen (1929) .... Lehrer Habebald
- Die Drei um Edith (1929) .... Pistol
- La mujer en la luna (Frau im Mond, 1929) .... Der Mann
- Diario de una mujer perdida (Tagebuch einer Verlorenen, 1929) .... Meinert
- Der Hund von Baskerville (1929) .... Stapleton
- Die Carmen von St. Pauli (1928) .... The doctor
- Espías (Spione, 1928) .... Colonel Jellusic (Ivan Stepanov, versión inglesa)
- Der geheimnisvolle Spiegel (1928) .... reicher Mann
- Schinderhannes (1928) .... Heinrich Benzel
- El Amor de Jeanne Ney (Die Liebe der Jeanne Ney, 1927) .... Khalibiev
- El último vals (Der letzte Walzer, 1927) .... Linnsky, Hofmarschall
- Kinderseelen klagen euch an (1927)
- Metrópolis (1927) .... El Flaco (Der Schemale, The Thin Man)
- Die Waise von Lowood (1926) .... Brocklehurst
- Überflüssige Menschen (1926) .... Chirikov
- Der Liebe Lust und Leid (1926)
- Qualen der Nacht (1926) .... Kellner
- Das Haus der Lüge (1926) .... Kandidat Molwik
- Götz von Berlichingen zubenannt mit der eisernen Hand (1925)
- Die Puppe vom Lunapark (1925)
- Ein Sommernachtstraum (1925) .... Schnauz
- Komödianten (1925)
- Menschen am Meer (1925)
- Arabella (1924)
- Sombras (1923) .... Diener
- Zwischen Abend und Morgen (1923)
- Time Is Money (1923) .... François
- Der Mensch am Wege (1923) .... Farmhand
- Jugend (1922) .... Amandus
- Das verschwundene Haus (1922)
- Hans Trutz im Schlaraffenland (1917)
- Schuhpalast Pinkus (1916)